# Spada
Pour les articles homonymes, voir Spada (homonymie).
Spada est une commune associée du département de la Meuse. Elle fait partie de la commune de Lamorville, regroupée avec Lavignéville et Deuxnouds-au-Bois.

## Toponymie
- Se nommait anciennement Gerbeuville. Cette localité pris ensuite le nom de Spada à la suite de son érection en marquisat, le 2 mai 1716, en faveur du marquis Sylvestre de Spada, gentilhomme italien[1].
- Anciennes mentions[1] :  Girbodivilla et Gerbaudi-villa (973) ; Gerbodivilla (984) ; Gerbeuville (1329) ; Girberti-Villare (1453) ; Gerbeufville (1642) ; Gerboville (XVIIe siècle) ; Jarbeuville (1700) ; Spada (1738).

## Histoire
Faisait partie du Barrois non mouvant et du diocèse de Verdun avant 1790. Fut rattaché à Lamorville en 1972.

## Culture locale et patrimoine
- Église Saint-Pierre de Spada, reconstruite sur ses fondations en 1924.

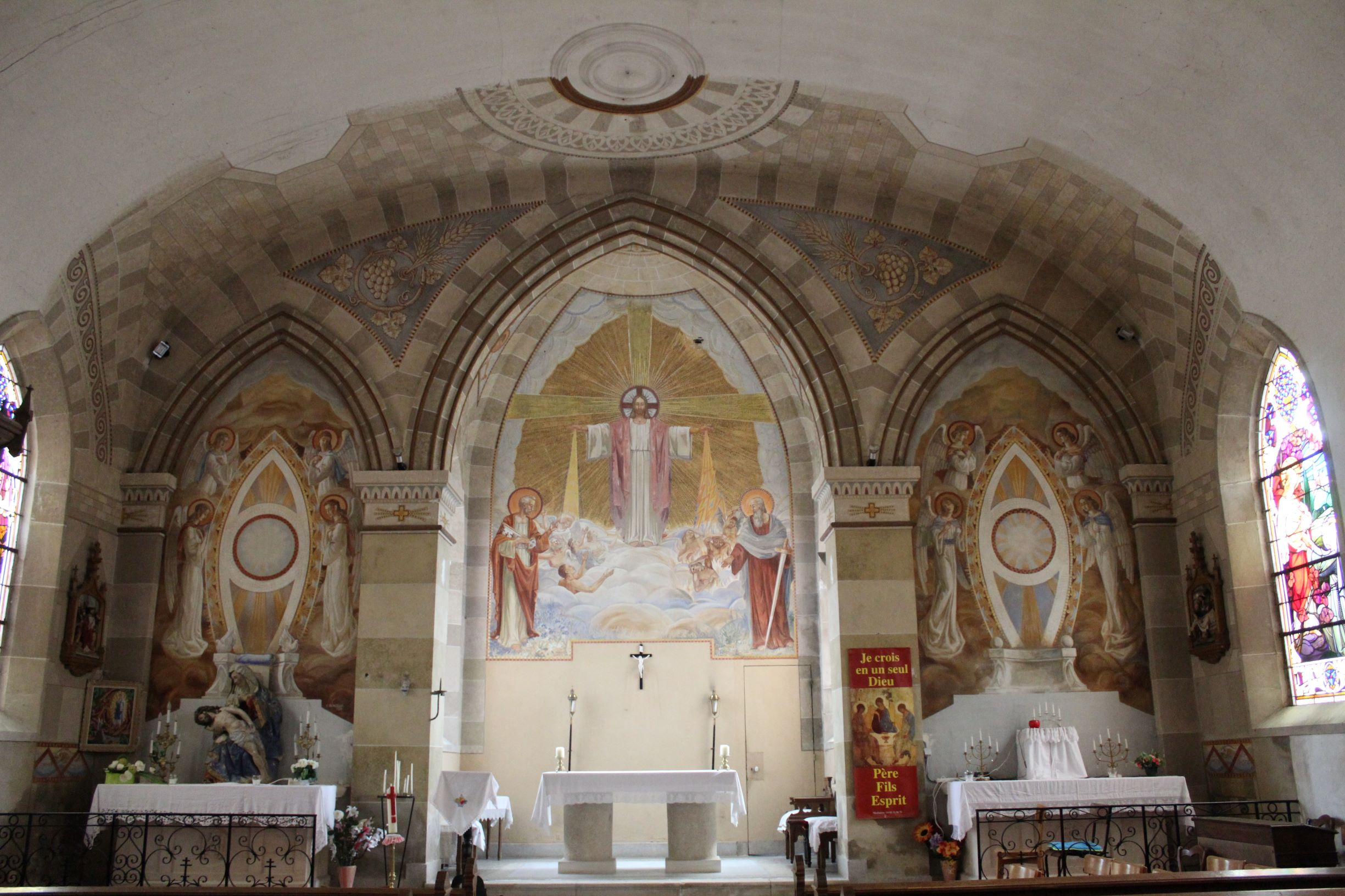
Abside de l'église Saint-Pierre peinte par Duilio Donzelli.

## Politique et administration
| Période                                  | Période  | Identité           | Étiquette      | Qualité |
| ---------------------------------------- | -------- | ------------------ | -------------- | ------- |
| 2001                                     | 2020     | André DEVIN        | Sans étiquette |         |
| 2020                                     | en cours | Véronique HOUGARDY | Sans étiquette |         |
| Les données manquantes sont à compléter. |          |                    |                |         |

## Démographie
| 1793 | 1806 | 1821 | 1836 | 1846 | 1856 | 1866 | 1876 | 1886 |
| ---- | ---- | ---- | ---- | ---- | ---- | ---- | ---- | ---- |
| 249  | 291  | 254  | 302  | 276  | 270  | 255  | 250  | 203  |

| 1896 | 1906 | 1911 | 1926 | 1936 | 1946 | 1954 | 1962 | 1968 |
| ---- | ---- | ---- | ---- | ---- | ---- | ---- | ---- | ---- |
| 212  | 192  | 170  | 95   | 89   | 90   | 100  | 88   | 80   |

## Héraldique
| Blason de Spada | Blason  | De sable à deux fasces d'argent, chargées de deux lions léopardés de gueules ; au chef d'or à la bande d'azur chargée de trois monts d'argent, côtoyée de deux couronnes de laurier au naturel. DeviseNon injuria |
| Blason de Spada | Détails | Anciennement appelée Gerbeuville, le village a été rebaptisé Spada en 1716 avec attribution de ces armes. |